# Milek
Milek je priimek več znanih Slovencev: 

## Znani nosilci priimka
- Dragojila Milek (1850—1889), učiteljica
- Polde Milek (*1948), atlet, skakalec v višino
- Vesna Milek (*1971), novinarka in publicistka